# Зелёный Гай (Черновицкая область)
Зелёный Гай (укр. Зелений Гай) — село в Новоселицкой городской общине Черновицкого района Черновицкой области Украины.
Население по переписи 2001 года составляло 1891 человек. Население по данным 2021 года составляло 1655 человек. Почтовый индекс — 60307. Телефонный код — 3733. Код КОАТУУ — 7323082401.

## История
В 1946 г. Указом ПВС УССР село Лехучены-Тейтулуй переименовано в Зеленый Гай.
До 2020 года входило в Новоселицкий район